# SuperDraco
SuperDraco — рідинний ракетний двигун, що розробляє і виготовляє американська компанія SpaceX. Він є третім за потужністю (після Raptor та Merlin 1D) двигуном, розробленим SpaceX, і приблизно в 176 разів потужніший, ніж двигун Draco. Прогнозується, що SuperDraco будуть встановлені на ПКК Dragon 2 для пілотованих польотів на ННО.
Набір із восьми таких двигунів здатен забезпечити відмовостійкість при використанні у Системі аварійного порятунку (САП). Зараз спускна капсула Dragon 2 опускається на землю на парашутах, але раніше планувалося застосування SuperDraco під час керованого приземлення та використання їх на КК Red Dragon для польотів на Марс.
Як пальне у двигунах SuperDraco використовується монометилгідразин, а як окисник — азотний тетраоксид. За потреби, ці двигуни можуть багаторазово перезапускатися, здатні змінювати рівень тяги у широкому діапазоні від 100 % до 20 % і досягати повної тяги вже через 100 мс після запалювання.
Те, що паливом у таких двигунах є речовини при нормальній температурі (не надохолоджені), дозволяє SuperDraco бути готовими до роботи навіть після багатьох місяців після заправки.
Камера згоряння двигуна SuperDraco друкується за допомогою 3D-принтера зі спеціального матеріалу інконелю — сплаву нікелю та заліза,— використовуючи процес прямого лазерного спікання металу. За словами Ілона Маска:«Це дуже складний двигун, і було дуже важко сформувати всі охолоджувальні канали, головку інжектора та механізм дроселювання. Можливість друку надміцними сплавами має вирішальне значення для того, щоб створити двигун SuperDraco».
Процес 3D-друку двигуна SuperDraco значно скорочує час його виготовлення порівняно з традиційним литтям. При цьому, надруковані деталі мають вищу міцність, деформівність та опір розриву з меншою мінливістю у властивостях матеріалів. Також наявне значне зниження вартості виробництва.

## Історія впровадження

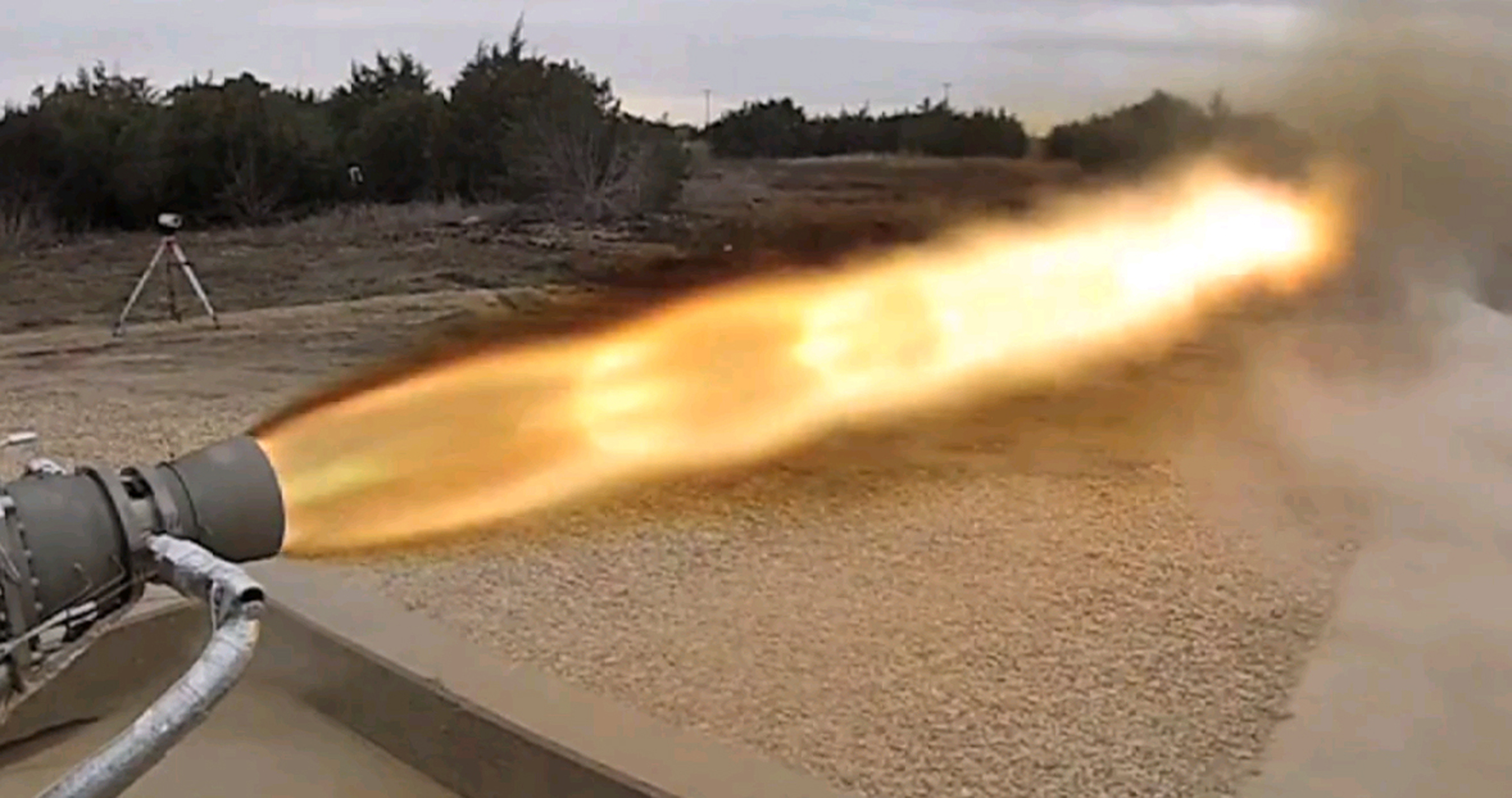
Випробування SuperDraco 8 січня 2012 року

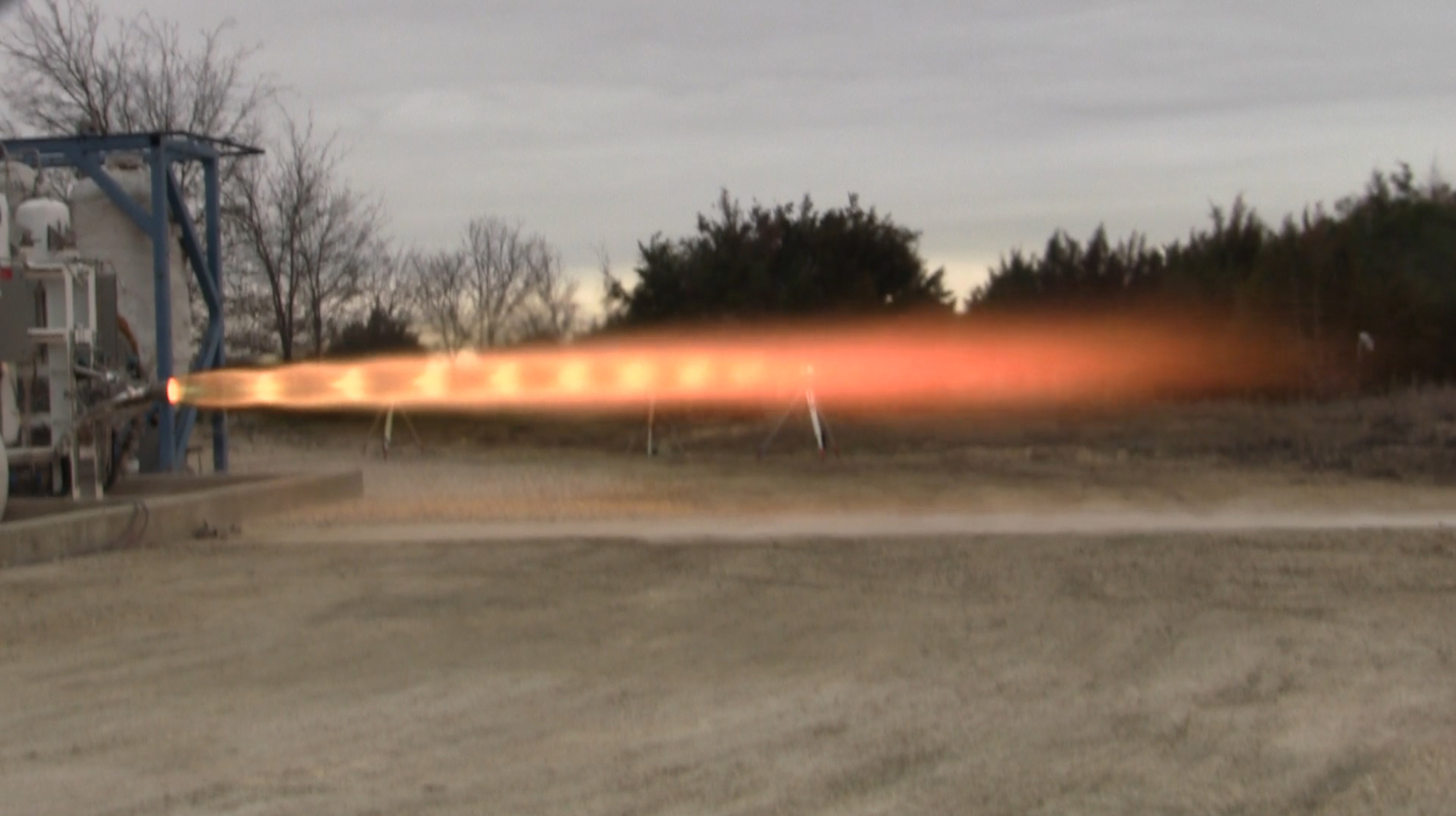
Випробування

1 лютого 2012 року SpaceX оголосила, що завершила розробку нової, більш потужної версії ракетного двигуна Draco, що використовується в реактивній системі керування кораблем. Новий двигун SuperDraco буде мати майже у двісті разів більшу тягу, ніж попередній. Головне його призначення — бути елементом САП, або, як її називає SpaceX, «launch abort system».
Розробка двигуна SuperDraco мала тривалий період тестувань (у декілька років). Станом на грудень 2012 року було проведено 58 наземних запусків загальною тривалістю 117 секунд. Представник SpaceX заявив, що результати перевищили попередні очікування.
Друга версія двигуна SuperDraco була розроблена у 2013 році. Вона виготовляється з використанням технології тривимірного друку, а не традиційним способом відливання. До липня 2014 надрукована камера згоряння була випробувана 80 разів протягом 300 секунд, завершивши повну кваліфікаційну перевірку. При цьому у травні 2014 року були проведені кваліфікаційні тестування за різних умов, що включали багаторазові запуски, запуски зі збільшеною тривалістю горіння та дослідження витрати палива за екстремальних температур.
До січня 2015 року SpaceX продемонструвала повну функціональність своїх двигунів на випробувальному полігоні McGregor, штат Техас. SuperDraco будуть використовуватися блоками, по два спарених двигуни в кожному.
У травні 2015 на стартовому комплексі SLC-40, що на Базі ВПС США на мисі Канаверал, відбулися успішні випробування (у межах програми НАСА Commercial Crew integrated Capability) КК Dragon 2, на якому були встановлені чотири блоки двигунів SuperDraco. Вони дозволили розвинути КК швидкість від 0 до 100 миль за годину за 1,2 с.
24 листопада 2015 року, також у межах контракту з НАСА стосовно програми Commercial Crew Program, вісім двигунів SuperDraco, розташованих по периметру КК у парах, яким дали назву «реактивні пакети», запустилися, припідняли Dragon 2 і утримували його протягом 5 секунд. Саме такий час необхідний, щоб, у разі аварії, відокремити капсулу з екіпажем від ракети-носія (САП).